# Spialia orbifer
Spialia orbifer es una mariposa de la familia Hesperiidae. Se encuentra al sur de Europa oriental y de Asia templada a Corea. Su hábitat consta de estepas, llanuras y prados de hierba en laderas de montañas.
A veces ha sido tratada como subespecie de Spialia sertorius pero puede ser distinguido por el verde de oliva (más que rojizo-marrón) en sus alas posteriores.
La envergadura de ala va desde los 24 alos 28 mm. Los adultos vuelan de abril a agosto en una o dos generaciones por año.
Las orugas se alimentan de Rubus idaeus, Sanguisorba officinalis, Sanguisorba minor y Potentilla gelida.

## Subespecies
- Spialia orbifer orbifer (Del sur-Europa oriental a del sur-occidental Siberia, Sicilia e Irán del norte)
- Spialia orbifer hilaris (Staudinger, 1901) (del sur-Pavo oriental a Líbano, Israel, Jordania, Irak del norte e Irán occidental)
- Spialia orbifer carnea (Reverdin, 1927) (Afganistán, Baluchistan, Chitral)
- Spialia orbifer lugens (Staudinger, 1886) (Tian-Shan, Irán al norte oriental, Transcaspia, del sur Siberia al Amur región)
- Spialia orbifer pseudolugens P. Gorbunov, 1995 (Altai, del sur Urals)